# Іванов Дмитро Миколайович (прапорщик)
Дмитро́ Микола́йович Івано́в — старший прапорщик Збройних сил України, учасник російсько-української війни.
Станом на березень 2017-го — головний спеціаліст, в/ч А4583.

## Нагороди
31 жовтня 2014 року за особисту мужність і героїзм, виявлені у захисті державного суверенітету та територіальної цілісності України, вірність військовій присязі під час російсько-української війни, відзначений — нагороджений орденом Богдана Хмельницького III ступеня.